# United We Fall
United We Fall es una serie de televisión de comedia de situación estadounidense creada por Julius Sharpe. La serie se estrenó en ABC el 15 de julio de 2020, y finalizó el 26 de agosto de 2020, y es protagonizada por Will Sasso y Christina Vidal interpretando a una pareja con niños pequeños cuya casa se pone patas arriba cuando su madre (Jane Curtin) se muda con ellos. En septiembre de 2020, la serie fue cancelada después de una temporada.

## Sinopsis
United We Fall sigue «las pruebas y tribulaciones de Jo y Bill, padres de dos niños pequeños, mientras tratan de hacer el día a día como una familia funcional. La muy crítica madre de Bill y la gran familia católica de Jo no dudarán en hacer saber a nuestra pareja que aparentemente la están embarrando, pero Bill y Jo siempre se cubrirán las espaldas el uno al otro, unidos contra todos: otros padres, profesores, médicos, especialistas, entrenadores, compañeros de trabajo y, especialmente, sus hijos».

## Elenco

### Principal
- Will Sasso como Bill Ryan[2]
- Christina Vidal Mitchell como Jo Rodríguez,[2] la esposa de Bill
- Ella Grace Helton como Emily Ryan,[2] La hija mayor de Bill y Jo
- Guillermo Díaz como Chuy Rodriguez,[3] el hermano de Jo
- Jane Curtin como Sandy Ryan,[2] la madre de Bill

### Recurrente
- Ireland & Sedona Carjaval como Lulu Ryan,[2] la hija menor de Bill y Jo
- Jason Michael Snow como Gary Ryan
- Natalie Ceballos como Brie Rodriguez[4]

## Episodios
| N.º | Título                  | Dirigido por            | Escrito por                                       | Fecha de emisión original | Código de prod. | Audiencia (millones) |
| --- | ----------------------- | ----------------------- | ------------------------------------------------- | ------------------------- | --------------- | -------------------- |
| 1 | «Pilot»                 | Mark Cendrowski         | Julius Sharpe                                     | 15 de julio de 2020       | 100             | 4,23                 |
| Bill y Jo son dos jóvenes padres con una hija pequeña, Lulu, y una hija mayor llamada Emily, que tiene problemas en la escuela debido a su incapacidad para hacer amigos. La madre de Bill, Sandy, y el hermano de Jo, Chuy, le dicen a Bill y Jo que le están fallando a su hija como padres y que necesitan dar un paso adelante. En respuesta, la pareja decide empezar a vivir «positivamente» e ignorar a cualquiera que critique su estilo de crianza. Cuando la maestra de Emily la complementa por sus habilidades de pensamiento crítico, Bill invita a Sandy y a Chuy a beber para poder regodearse, pero la noche se torna peor cuando Emily de repente necesita ir al hospital. Un trabajador social que entrevista a Jo implica que es una madre negligente, lo que hace que se quiebre y se ponga a hablar de lo mucho que cuesta ser padre. De camino a casa, un policía detiene a Bill y le hace un examen de alcoholemia; después de todo esto, Bill y Jo deciden que están contentos con la forma en que crían a sus hijos. |                         |                         |                                                   |                           |                 |                      |
| 2 | «The Biter»             | Mark Cendrowski         | Gloria Calderón Kellett & Mike Royce              | 15 de julio de 2020       | 101             | 3,61                 |
| Por sugerencia de Chuy, Bill y Jo están de acuerdo en transferir a Lulu al preescolar en lugar de la guardería; sin embargo, ella se mete en problemas en su primer día por morder a otro estudiante. Bill y Jo asumen que la escuela simplemente ignorará el incidente, pero al día siguiente, Lulu besa al mismo estudiante y los padres del chico exigen que la maestra, la Sra. Molina, haga algo. Ella mantiene una reunión con las dos partes, donde Bill y Jo se niegan a disculparse por las acciones de Lulu y admiten que no les importa estar más involucrados en su escolaridad. La Sra. Molina los aparta y revela que es comprensiva, prometiendo mantener a Lulu fuera de problemas durante el resto del año. Sandy hace un kit de ancestro de ADN para probar su teoría de que la familia Ryan tiene raíces italianas. En cambio, aprende que su herencia es en gran parte holandesa. |                         |                         |                                                   |                           |                 |                      |
| 3 | «Date Night»            | Mark Cendrowski         | Chadd Gindin                                      | 22 de julio de 2020       | 103             | 3,71                 |
| 4 | «Participation Trophy»  | Mark Cendrowski         | Jessica Combs, Stephanie Escajeda & Carissa Kosta | 29 de julio de 2020       | 106             | 3,57                 |
| 5 | «My Favorite Marta»     | Gloria Calderón Kellett | Sean Clements                                     | 5 de agosto de 2020       | 104             | 3,27                 |
| 6 | «You're Doing It Wrong» | Victor Gonzalez         | Julieanne Smolinski                               | 12 de agosto de 2020      | 105             | 3,17                 |
| 7 | «The Weekend»           | Mark Cendrowski         | Julius «Goldy» Sharpe                             | 19 de agosto de 2020      | 102             | 2,85                 |
| 8 | «Re-Wedding Crashers»   | Mark Cendrowski         | Sean Clements & Julieanne Smolinski               | 26 de agosto de 2020      | 107             | 3,02                 |

## Producción

### Desarrollo
El 8 de febrero de 2019, se anunció que ABC había ordenado la producción del piloto. El piloto fue escrito por Julius Sharpe y producido por Sharpe, Seth Gordon y Julia Gunn. El 11 de mayo de 2019, ABC ordenó la producción de la serie.
ABC inicialmente anunció que la serie se estrenaría como reemplazo de mitad de temporada para la primavera de 2020, con ocho episodios. Sin embargo, al aumentar la pandemia por COVID-19 en marzo de 2020, se anunció que ABC dejó la serie fuera de la programación. En mayo de 2020, Deadline Hollywood informó que ABC buscaba retrasar los estrenos de la programación de otoño de la temporada de televisión 2020–21, debido a la duración desconocida de la pandemia. Lo mismo se hizo en la cadena Fox, donde dos de sus nuevas series con guion, Filthy Rich y Next, se retrasaron a la programación de otoño de 2020–21. La serie no llegó a la programación de otoño de ABC, pero en junio de 2020, la ABC anunció que la serie se estrenaría el 15 de julio de 2020. El 15 de septiembre de 2020, la serie fue cancelada después de una temporada.

### Casting
En marzo de 2019, se anunció que Will Sasso, Christina Vidal, Jane Curtin, y Jason Michael Snow se habían unido al elenco principal para el piloto, y Mark Cendrowski sería el director del piloto. En septiembre de 2019, se anunció que Guillermo Díaz se había unido al elenco principal de la serie.

## Recepción

### Audiencias
| N.º | Título                  | Fecha de emisión     | ÍA/CP (18–49) | Audiencia (millones) | DVR (18–49) | Audiencia DVR (millones) | Total (18–49) | Audiencia total (millones) |
| --- | ----------------------- | -------------------- | ------------- | -------------------- | ----------- | ------------------------ | ------------- | -------------------------- |
| 1   | «Pilot»                 | 15 de julio de 2020  | 0,6/4         | 4,23                 | 0,2         | 0,83                     | 0,7           | 5,07                       |
| 2   | «The Biter»             | 15 de julio de 2020  | 0,5/3         | 3,61                 | 0,1         | 0,81                     | 0,6           | 4,41                       |
| 3   | «Date Night»            | 22 de julio de 2020  | 0,5/3         | 3,71                 | 0,1         | 0,71                     | 0,6           | 4,37                       |
| 4   | «Participation Trophy»  | 29 de julio de 2020  | 0,5/3         | 3,57                 | 0,1         | 0,76                     | 0,7           | 4,33                       |
| 5   | «My Favorite Marta»     | 5 de agosto de 2020  | 0,5/3         | 3,27                 | —           | —                        | —             | —                          |
| 6   | «You're Doing It Wrong» | 12 de agosto de 2020 | 0,5/3         | 3,17                 | —           | —                        | —             | —                          |
| 7   | «The Weekend»           | 19 de agosto de 2020 | 0,5/3         | 2,85                 | —           | —                        | —             | —                          |
| 8   | «Re-Wedding Crashers»   | 26 de agosto de 2020 | 0,5/3         | 3,02                 | —           | —                        | —             | —                          |